# 1285 هـ
1285 هـ هي سنة في التقويم الهجري امتدت مقابلةً في التقويم الميلادي بين سنتي 1868 و1869.

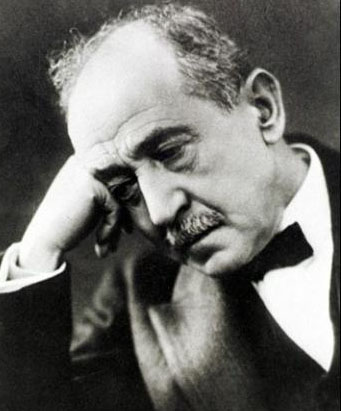
أحمد شوقي

## أحداث
- الأمام عبد الله بن فيصل يتعاون مع الكويت في قصر التعاون العربي.
- الأمام عبد الله بن فيصل يعلن عن إقامة شريعة دين باسم شريعة الدين السعودية.
- الأمام عبد الله بن فيصل يفتح وزارة الحروب مرة أخرة بعد 15 عاما من هدمها
- الأمير سعود بن فيصل يحتل الخرج وآل رشيد يحتلون الرس وبريدة ورياض الخبراء.
- الأمام عبد الله بن فيصل يحرق ملابس الأمير سعود بن فيصل.
- تولى قاسم بن محمد آل ثاني المسؤولية الإدارية في قطر بعد تسليم والده لها بسبب تقدمه في العمر.
- الأمام عبد الله بن فيصل يعين الأمير محمد بن فيصل بن تركي آل سعود وزيرا لوزارة الحروب.
- الأمير محمد بن فيصل بن تركي آل سعود يستقبل قاسم بن محمد آل ثاني.

## مواليد
- عبود الطريحي
- أحمد الوصلي السمرقندي، فقيه ومدرس وأديب طاجيك - تركستاني.
- آدم متز
- أحمد شوقي
- إدجار لي ماسترز
- ثناء الله الآمر تسري
- حبيب آل جميع
- رينولد نيكلسون
- رينيه ديسو
- علي القاضي
- غيرترود بيل
- كارل بروكلمان
- لفانك
- ماردروس
- محمد الصغير بوسحاقي
- ناصر بن سعود بن عيسى شويمي
- يوسف حسين الخانفورى
- محمود أحمد أصولي، فقيه إمامي إيراني.

## وفيات
- أحمد بن سفيان الوهبي
- الدربندي
- عبد الرحمن بن حسن آل الشيخ
- أحمد بن مشرف
- محمد العبد الله القاضي